# La Pozze Latina
La Pozze Latina est un groupe chilien de hip-hop underground, originaire de Santiago. Ils sont considérés par la presse spécialisée comme les pionniers du hip-hop chilien aux côtés des groupes De Kiruza (es) et Panteras Negras,.

## Histoire
Le groupe se forme en 1989 dans la commune de Santiago Centro sous le nom de « Latin Posse » avec Jimmy Fernández (sous le nom de Funky Jefs) au chant et aux rimes et Rodrigo « Johan » Méndez (alias MC Rody ou Too Small), qui faisait les instrumentaux avec une boîte à rythmes Roland et un échantillonneur Ensoniq EPS-16 qu'il a ramené des Pays-Bas. Ce dernier retourne en Europe en 1995, laissant comme partenaire de Jimmy Hernán del Canto alias (X-Ize ou Chato X), arrivé d'exil en Allemagne de l'Est en 1993. C'est ainsi que La Pozze Latina est officiellement formée.
Leurs plus grands succès sont Con el colour de mi aliento (la première vidéo hip-hop réalisée en Amérique Latine diffusée par MTV Latino en 1994), Chica eléctrica et la reprise du morceau Pedro Navaja de Rubén Blades. La Pozze Latina est l'un des piliers du hip-hop chilien,, non seulement parce qu'elle a été l'un des premiers groupes à pratiquer le genre dans le pays, mais aussi parce qu'elle a été la pionnière du rap à la radio locale, avant que des groupes comme Tiro de Gracia et Makiza n'accèdent à la célébrité.
Le groupe joue toujours ces dernières années ; en 2024, le groupe fête ses 35 ans d'existence, et il joue notamment le 25 mars 2025 au Club Chocolate.

## Discographie

### Albums studio
- 1993 : Pozzeídos por la ilusión
- 1996 : Una nueva religión
- 1999 : Desde el mundo de los espejos

### Collaborations
- 1993 : El sonido de los suburbios
- 1993 : Con el corazón aquí
- 1994 : El verdadero rock chileno
- 1996 : El Bio-Bío sigue cantando
- 1998 : Gringuito, la bande originale
- 1999 : Rock delfín del mundo
- 1999 : Cerro alegre, la bande originale
- 2000 : Tributo a Los Prisioneros
- 2001 : Víctor Jara (hommage rock)
- 2010 : Terremoto Concepción Indigo Bar
- 2014 : Turn it Up (Denise Rosenthal)